# La Frette (Isèra)
La Frette és un municipi francès situat al departament de la Isèra i a la regió d'Alvèrnia-Roine-Alps. L'any 2007 tenia 1.023 habitants.

## Demografia

### Població
El 2007 la població de fet de La Frette era de 1.023 persones. Hi havia 384 famílies de les quals 85 eren unipersonals (36 homes vivint sols i 49 dones vivint soles), 121 parelles sense fills, 166 parelles amb fills i 12 famílies monoparentals amb fills.
La població ha evolucionat segons el següent gràfic:
Habitants censats

### Habitatges
El 2007 hi havia 458 habitatges, 391 eren l'habitatge principal de la família, 30 eren segones residències i 36 estaven desocupats. 414 eren cases i 43 eren apartaments. Dels 391 habitatges principals, 318 estaven ocupats pels seus propietaris, 61 estaven llogats i ocupats pels llogaters i 12 estaven cedits a títol gratuït; 1 tenia una cambra, 7 en tenien dues, 43 en tenien tres, 100 en tenien quatre i 240 en tenien cinc o més. 286 habitatges disposaven pel capbaix d'una plaça de pàrquing. A 141 habitatges hi havia un automòbil i a 222 n'hi havia dos o més.

### Piràmide de població
La piràmide de població per edats i sexe el 2009 era:
| Homes | Edats   | Dones |
| ----- | ------- | ----- |
| 0     | 95 o +  | 0     |
| 4     | 90 a 94 | 0     |
| 8     | 85 a 89 | 12    |
| 12    | 80 a 84 | 8     |
| 8     | 75 a 79 | 12    |
| 28    | 70 a 74 | 16    |
| 16    | 65 a 69 | 16    |
| 16    | 60 a 64 | 20    |
| 56    | 55 a 59 | 40    |
| 16    | 50 a 54 | 20    |
| 36    | 45 a 49 | 40    |
| 32    | 40 a 44 | 28    |
| 28    | 35 a 39 | 36    |
| 28    | 30 a 34 | 32    |
| 16    | 25 a 29 | 20    |
| 20    | 20 a 24 | 20    |
| 48    | 15 a 19 | 28    |
| 24    | 10 a 14 | 40    |
| 28    | 5 a 9   | 24    |
| 12    | 0 a 4   | 4     |

## Economia
El 2007 la població en edat de treballar era de 670 persones, 498 eren actives i 172 eren inactives. De les 498 persones actives 462 estaven ocupades (264 homes i 198 dones) i 36 estaven aturades (15 homes i 21 dones). De les 172 persones inactives 64 estaven jubilades, 49 estaven estudiant i 59 estaven classificades com a «altres inactius».

### Ingressos
El 2009 a La Frette hi havia 414 unitats fiscals que integraven 1.096,5 persones, la mediana anual d'ingressos fiscals per persona era de 17.899 €.

### Activitats econòmiques
Dels 75 establiments que hi havia el 2007, 1 era d'una empresa extractiva, 1 d'una empresa alimentària, 4 d'empreses de fabricació de material elèctric, 11 d'empreses de fabricació d'altres productes industrials, 16 d'empreses de construcció, 14 d'empreses de comerç i reparació d'automòbils, 5 d'empreses de transport, 4 d'empreses d'hostatgeria i restauració, 1 d'una empresa d'informació i comunicació, 3 d'empreses financeres, 6 d'empreses de serveis, 8 d'entitats de l'administració pública i 1 d'una empresa classificada com a «altres activitats de serveis».
Dels 17 establiments de servei als particulars que hi havia el 2009, 1 era una oficina de correu, 1 taller de reparació d'automòbils i de material agrícola, 2 paletes, 1 guixaire pintor, 4 fusteries, 4 electricistes, 1 perruqueria i 3 restaurants.
L'únic establiment comercial que hi havia el 2009 era una carnisseria.
L'any 2000 a La Frette hi havia 26 explotacions agrícoles que ocupaven un total de 708 hectàrees.

## Equipaments sanitaris i escolars
L'únic equipament sanitari que hi havia el 2009 era una farmàcia.
El 2009 hi havia 2 escoles elementals.

## Poblacions més properes
El següent diagrama mostra les poblacions més properes.